# Марш Гвардии Людовой
Марш Гвардии Людовой (пол. Marsz Gwardii Ludowej) или Песня партизан (пол. Pieśń Partyzantów), также известная под названием «Мы из сожжённых сёл» (пол. My ze spalonych wsi) — песня польских партизан-антифашистов из Армии Людовой и Гвардии Людовой, написанная в 1942 году польской поэтессой и членом Гвардии Людовой Вандой Зеленчук. Под названием «Песня партизан» она впервые появилась в польской подпольной газете «Gwardzista» 20 января 1943 года, позднее переименована в «Марш Гварии Людовой».
Музыка песни основана на народных песнях Пётркувского повята. По некоторым данным, соавтором песни также была сестра Ванды Зеленчук Ядвига Кочанова. В декабре 1943 года текст песни был напечатан в «Сборнике песен и стихотворений для партизан Армии Людовой», издававшемся Союзом борьбы молодых.

## Текст
| Польский оригинал | Русский построчный перевод |  |
| --- | --- |  |
| My ze spalonych wsi, My z głodujących miast. Za głód, za krew, Za lata łez, Już zemsty nadszedł czas! Więc zarepetuj broń I w serce wroga mierz! Dudni już krok, Milionów krok, Brzmi partyzancki śpiew. Więc naprzód, Gwardio, marsz! Świat płonie wokół nas. I zadrży wróg, I zginie wróg Z ręki ludowych mas. | Мы из сожжённых сёл, Мы из голодающих городов. За голод, за кровь, За годы слёз Уже пришло время мести! Так заряди оружие И целься в сердце врага! Уже раздаются шаги, Шаги миллионов Звучит партизанская песнь. Так вперёд, Гвардия, марш! Мир пылает вокруг нас. И задрожит враг, И погибнет враг От руки народных масс. |  |

## Исполнение другими коллективами
Песня была в репертуаре польской рок-группы Czerwone gitary. В 2014 году новый вариант был записан и исполнен группой альтернативного рока «Zuch Kazik» («Zakażone piosenki»).